# Tacan Ildem
Tacan Ildem (Ankara, 1956) is een Turkse diplomaat.
Sinds begin 2007 werkt hij in Brussel als ambassadeur en permanente vertegenwoordiger van Turkije bij de NAVO.
Van april 2003 tot januari 2007 was Ildem de ambassadeur van Turkije in Nederland.
Daarvoor vervulde hij vanaf het einde van de jaren zeventig diverse functies bij de NAVO en was hij onder meer werkzaam op de Turkse ambassades in India en de Verenigde Staten.
De atlanticus Ildem mengt zich als voorstander van een Turkse toetreding tot de Europese Unie regelmatig in het publieke debat om de beeldvorming over Turkije te beïnvloeden.